# Nuquí
Nuquí är en ort i Colombia.   Den ligger i departementet Chocó, i den västra delen av landet, 400 km väster om huvudstaden Bogotá. Nuquí ligger 9 meter över havet och antalet invånare är 2 741.
Terrängen runt Nuquí är kuperad åt sydost, men norrut är den platt. Havet är nära Nuquí åt nordväst. Runt Nuquí är det glesbefolkat, med 10 invånare per kvadratkilometer. Det finns inga andra samhällen i närheten. I omgivningarna runt Nuquí växer i huvudsak städsegrön lövskog.